# Глицин
Глицин или α-аминосирћетна киселина (Gly ili G), је најједноставнија аминокиселина, која не поседује ниједан асиметричан атом угљеника у својој структури. У организму се може произвести из других аминокиселина, тако да не спада у есенцијалне аминокиселине.

## Синтеза
Глицин се може произвести из аминокиселина серин и треонин, из глиоксалне киселине и саркозина.
- Производња глицина из серина је најважнији пут синтезе глицина. Реакција се одвија уз дејство ензима серин хидроксиметилтрансфераза који за своју активност захтева витамин Б6 (пиридоксалфосфат). За реакцију је неопходна тетрахидрофолна киселина из које некон рекције постаје метилен тетрахидрофолна киселина.
- Глицин се може поизвести из глиоксалне киселине под утицајем ензима глицин аминитрансфераза. Овај ензим преноси амино групу са глутаминске киселине као донора на глиоксалну киселину као примаоца при чему настаје глицин и α-кетоглутарна киселина.
- Из саркозина (метил-глицин) дејством ензима саркозин оксидаза настаје глицин и издваја се формалдехид.
- Глицин може настати и из аминокиселине треонин под утицајем ензима треонин алдолаза, али је значај ове реакције мали.

## Разградња
- Из глицина и метилен тетрахидрофолне киселине настаје серин (обрнута рекција од горе наведене). Разградњом серина настаје пирогрожђана киселина. Због овога глицин спада у гликогене аминокиселине.
- Трансаминацијом глицина са α-кетоглутарном киселином настаје глиоксална киселина и глутаминска киселина. Оксидацијом глиоксалне киселине настаје оксална киселина. Оксална киселина може довести до настанка оксалатних бубрежних каменаца.
- Један од најважнијих путева разградње глицина је његово цепање на угљен-диоксид, амонијум јон и метилен групу која се везује за тетрахидрофолну киселину, па настаје метилен тетрахидрофолна киселина. Ова рекција је катализована ензимских комплексом глицин синтаза.

## Значај
- Глицин учествује у синтези протеина и разних других једињења:
- креатина
- порфирина
- пурина
- гликохолне киселине
- хипурне киселине
- серина.
- Жучне киселине произведене у јетри конјугују се са глицином и таурином и настају одговарајуће конјуговане киселине: гликохолна киселина, гликохенодеоскихолна киселина, таурохолна киселина, таурохенодеоскихолна киселина.
- Глицин је и важан инхибиторни неуротрансмитер у нервном систему.

## Поремећаји
- Глицинурија је повећано излучивање глицина мокраћом. Настаје због поремећаја у бубрежном тубуларном траспорту глицина.
- Хиперглицинемија је повећана концентрација глицаина у крви. Настаје због поремећаја у ензимском систему разградње глицина.
- Хипероксалурија појачано излучивање оскалне киселине мокраћом услед чега се врло рано (код деце) јављају бубрежни каменци, инфекције бубрега и њихова инсуфицијенција.
- Хиперсаркозинемија настаје због мањка ензима саркозин оксидазе, због чега се саркозин нагомилава у организму. Ово обољење доводи до менталне ретардације.